# Milli Vanilli

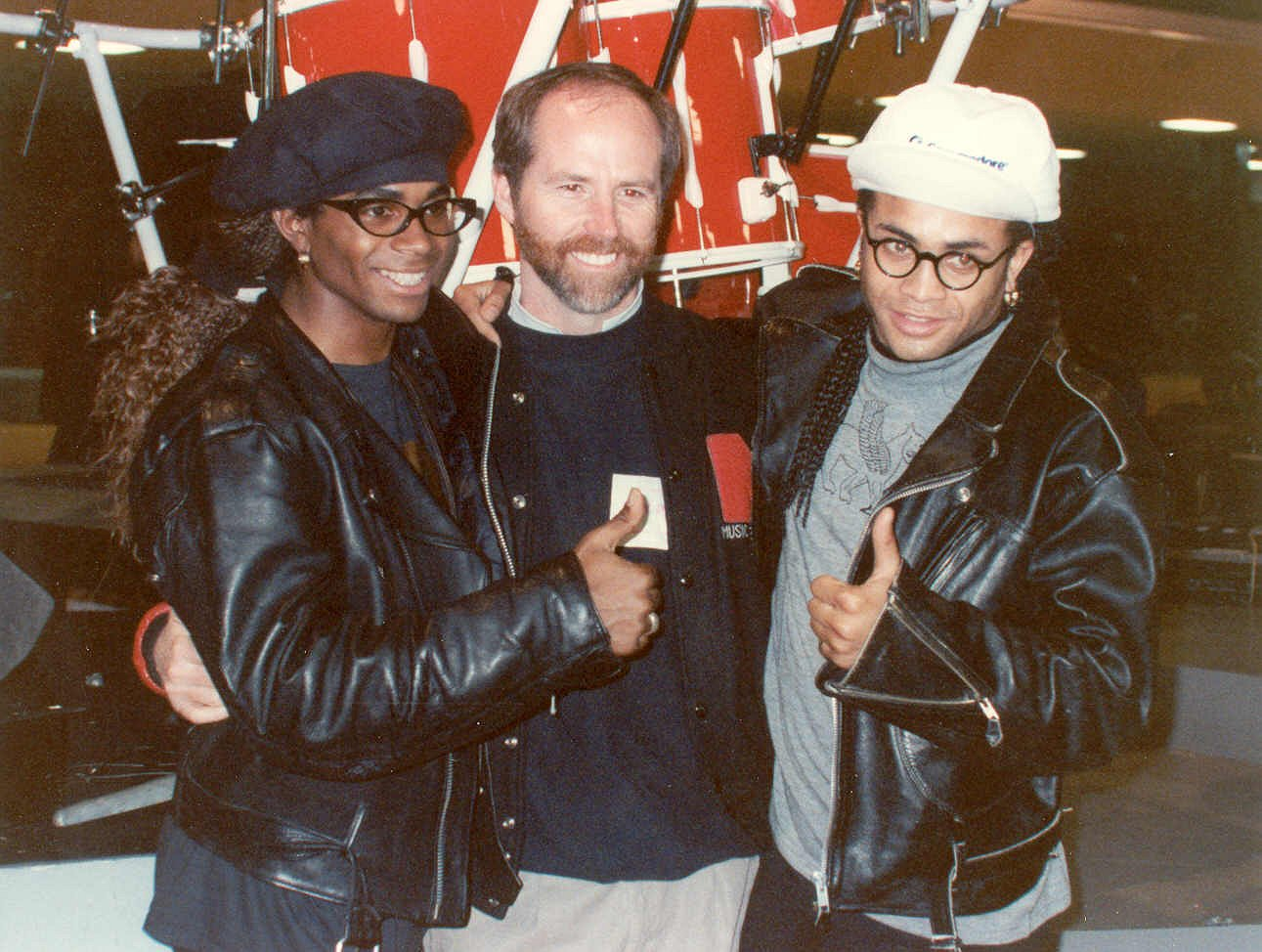
Milli Vanilli (l. Fab Morvan, r. Rob Pilatus) mit dem Grammy-Vorsitzenden C. Michael Greene (1990)

Milli Vanilli war ein von Frank Farian produziertes Discopop-Duo, das aus Fab Morvan und Rob Pilatus bestand. Sie wurden ab 1988 mit Hits wie Girl You Know It’s True, Blame It on the Rain und Girl I’m Gonna Miss You bekannt. Der große Erfolg endete 1990 in einem Skandal, als aufgedeckt wurde, dass das Duo keines der Lieder selber gesungen hatte oder überhaupt künstlerisch beteiligt war. Auch bei den Live-Auftritten wurden lediglich Playbacks der von anderen Künstlern gesungenen Songs abgespielt. Die Stücke von Milli Vanilli verkauften sich rund 15 Millionen Mal.

## Geschichte

### Anfänge und Erfolge
Der Münchner Produzent Ralph Siegel engagierte Pilatus und Morvan für sein Bandprojekt Empire Bizarre, bei dem noch die iranische Künstlerin Charliene mitwirkte. 1988 erschien die Single Dansez!, ihr war aber kein großer kommerzieller Erfolg beschieden.
Später bot Frank Farian den beiden Interpreten die Mitarbeit an seinem Projekt Milli Vanilli an. Der Name der Band stammt von einem Club in der Knesebeckstraße in Berlin; hier arbeitete Farians spätere Mitarbeiterin und Freundin Ingrid „Milli“ Segieth an der Bar.
Das erste Album All or Nothing (1988 bei Hansa Records) war mit Titeln wie I'm Gonna Miss You, All Or Nothing, Baby Don't Forget My Number, Girl You Know It’s True europaweit erfolgreich. Auf dem Klappentext wurden Pilatus und Morvan korrekt nicht als Musiker erwähnt. Daraufhin produzierte es die Plattenfirma Arista neu für den US-amerikanischen Markt, u. a. wurde der Titel Blame It on the Rain von Diane Warren eingespielt.
In den USA stand es unter dem Albumtitel Girl You Know It’s True sieben Wochen auf Platz eins der Billboard-Charts, was zuvor noch keiner anderen Formation aus Deutschland gelungen war. Fünf Singleauskopplungen aus dem Album erreichten die Top Ten, drei davon die Nummer eins. In den Liner notes stand jetzt fälschlich die Angabe „Vocals: Rob & Fab (Brothers of Soul)“. Milli Vanillis weltweiter Erfolg wuchs auch weiter, als einer der eigentlichen Sänger, der Rapper Charles Shaw, einem Reporter die Wahrheit über die Playback-Band erzählte – darüber wurde in der Zeitung Newsday vom Dezember 1989 berichtet. Shaw zog später seine Aussage zurück, als Farian ihn ausbezahlte.
1988 hatten Milli Vanilli einen Gastauftritt in der ZDF-Serie Das Erbe der Guldenburgs. In der letzten Folge der zweiten Staffel traten sie mit Girl You Know It’s True und Baby Don’t Forget My Number auf. 1990 wurden sie mit dem Grammy Award als „Best New Artist“ ausgezeichnet.

### Skandal
Nach dem Gewinn des Grammys beauftragte das Duo den US-amerikanischen Rechtsanwalt John G. Branca, der Farian wegen der Produktionsbedingungen bei einer zweiten Platte beraten sollte. Farian lehnte ab und klärte den Anwalt über die Sachlage auf.
Am 21. Juli 1989 trat Milli Vanilli gegen den Willen Farians im Rahmen der Musikfestivalreihe Club MTV Live: The Tour im Vergnügungspark Lake Compounce in Connecticut auf. Dabei blieb das Playback hängen, so dass der Text „Girl, you know it's“ des Liedes Girl You Know It’s True ständig wiederholt wurde, was dem Publikum offenbarte, dass Milli Vanilli zumindest bei diesem Auftritt nicht selber sangen (und dass auch die Instrumente vom Band kamen). Das Duo stürmte von der Bühne und konnte erst von der MTV-Moderatorin mit gutem Zureden zurückgeholt werden.
Laut Ingrid Segieth hatte Pilatus am Vorabend ihres Auftritts bei Wetten, dass..? am 3. November 1990 in Linz an Frank Farian die Forderung einer sofortigen Zahlung mittels Schecks in Höhe von 500.000 Mark gestellt, da sie sonst nicht auftreten würden. Nach einigen Diskussionen, u. a. auch mit dem Chef ihrer Plattenfirma Hansa, wurde ein Scheck über 450.000 Mark nach Linz gebracht. Das Duo lehnte den Betrag jedoch ab und schickte den Fahrer samt Scheck wieder zurück. Des Weiteren forderte das Duo für das nächste Album eine Million Mark als Vorschuss. Nachdem sie schon Wochen zuvor mehr Mitspracherecht gefordert hatten, war dies für Farian der endgültige Schlusspunkt zwischen ihm und dem Duo.
Am 14. November 1990 gab Farian bei einer Pressekonferenz in seinem Aufnahmestudio in Rosbach bekannt, dass Pilatus und Morvan nicht die Sänger von Milli Vanilli seien. Sie hätten lediglich die Lippen zum Gesang von Brad Howell, John Davis und Charles Shaw bewegt. Farian selbst hatte ebenfalls mitgesungen, so wie bereits bei seinem größten Erfolg Boney M. Chorsängerinnen waren die Schwestern Jodie und Linda Rocco.

### Nach dem Skandal
Insbesondere in den USA wurde der Skandal intensiv in den Medien behandelt. Der Grammy Award wurde der Gruppe aberkannt, das Plattenlabel Arista Records strich das Duo aus seinem Repertoire und ein US-Gericht sicherte jedem Käufer eines der Alben eine Entschädigung zu. Noch im Handel befindliche Tonträger wurden zurückgezogen. Rob Pilatus starb 1998 im Alter von 33 Jahren an einer Überdosis von Alkohol und Drogen.

### „The Real Milli Vanilli“
Farian formierte die Musiker hinter der Band zuzüglich der Sängern Ray Horton und Gina Mohammed unter dem Namen „The Real Milli Vanilli“ neu. Das Album The Moment of Truth erreichte die Top 30 der deutschen Albumcharts, konnte die Erfolge des Vorgängeralbums jedoch nicht wiederholen. Auf dem neuen Album führte Farian die Sänger der einzelnen Lieder detailliert auf.
In den USA wollte Farian das zweite Album nicht unter einem mit Milli Vanilli verbundenen Namen veröffentlichen und formierte stattdessen die neue Gruppe Try ’n’ B, in der mit Gina Mohammed und Ray Horton zwei Mitglieder von The Real Milli Vanilli vertreten waren, ergänzt durch Kevin Weatherspoon und Tracy Ganser. Die US-Version des Albums – als Try ’n’ B betitelt – enthielt sieben leicht veränderte Versionen von Liedern aus dem Album The Real Milli Vanilli. Die internationale Version des Albums (Sexy Eyes) enthielt lediglich drei neue Versionen der Lieder von The Real Milli Vanilli und acht neue Titel, von denen die Coverversion von Dr. Hooks Sexy Eyes in Deutschland ein Charterfolg wurde.
Die beiden Leadsänger Ray Horton und John Davis waren nach dem Skandal als Solokünstler weltweit unterwegs und traten unter anderem mit Songs von The Real Milli Vanilli auf. Davis starb 2021 an den Folgen einer COVID-19-Infektion.

## Filme
2021/2022 inszenierte der Regisseur Simon Verhoeven nach eigenem Drehbuch das Biopic Girl You Know It's True in München, Berlin, Kapstadt und Los Angeles. Der Film kam am 21. Dezember 2023 ins Kino. Matthias Schweighöfer spielt darin den Musikproduzenten Frank Farian, Milli Vanilli spielen Tijan Njie als Rob Pilatus und Elan Ben Ali als Fab Morvan. Wiedemann & Berg Film produzierten den Film, Leonine ist der Verleih. Kevin Liles, Komponist des Original-Songs Girl You Know It's True und Musiker von Numarx, fungiert beim Film als Executive Producer. Sänger Brad Howell, die Tochter Jasmin Davis seines mittlerweile verstorbenen musikalischen Partners John Davis, Milli Vanillis ehemaliger Assistent Toad Headlee sowie Rob Pilatus' Schwester Carmen Pilatus fungierten als Associate Producers.
Eine Weile lang war ein weiteres Biopic über Milli Vanilli parallel in Vorbereitung. Dafür hatte Fab Morvan seine persönlichen Verfilmungsrechte an RatPac Entertainment, eine Produktionsfirma des US-Regisseurs Brett Ratners, exklusiv verkauft (nicht zu verwechseln mit der deutschen Rat Pack Filmproduktion). Wegen der bereits veräußerten Rechte konnte Fab Morvan zunächst nicht beim konkurrierenden Simon-Verhoeven-Filmprojekt involviert sein – selbst als das von Ratner entwickelte Projekt 2021 abgesagt wurde, nachdem sich Time’s-Up-Vorwürfe gegen den Regisseur wegen sexueller Belästigung mehrten. Letztlich konnte Morvan doch noch als Co-Produzent an Verhoevens Biopic mitwirken und wird im Nachspann genannt. Auf der umjubelten Weltpremiere in München trat er mit Besetzung und den Filmschaffenden auf. Beim Bayerischen Filmpreis gewann Girl You Know It's true den Preis für den Besten Film, nachdem Njie und Ali schon gemeinsam als Beste Nachwuchsdarsteller ausgezeichnet waren. Die beiden Schauspieler übernahmen auf der Bühne die Tanzchoreographie, während Fab Morvan den titelgebenden Song (Gesangs- und Rap-Parts) vor vollem Haus im Münchner Prinzregententheater live sang.

## Übersicht über Band-Mitglieder der verschiedenen Gruppen
| Bandname                                    | Aktive Zeit | Mitglieder | Produzent    |
| ------------------------------------------- | ----------- | --- | ------------ |
| Empire Bizarre                              | 1987–1988   | Fab Morvan, Rob Pilatus | Ralph Siegel |
| Milli Vanilli                               | 1988–1990   | nur Tanz: Fab Morvan, Rob Pilatus; nur Gesang: Charles Shaw, Brad Howell, John Davis, Jodie Rocco, Linda Rocco, Frank Farian und andere | Frank Farian |
| The Real Milli Vanilli                      | 1991        | Jodie Rocco, Linda Rocco, Gina Mohammed, Ray Horton und andere                                                                          | Frank Farian |
| Try ’n’ B                                   | 1992        | Ray Horton, Kevin Weatherspoon, Jodie Rocco, Linda Rocco, Gina Mohammed, Tracy Ganser                                                   | Frank Farian |
| Rob & Fab                                   | 1993        | Fab Morvan, Rob Pilatus |              |
| FACE meets VOICE A Milli Vanilli Experience | 2016–2021*  | Fab Morvan, John Davis |              |

## Diskografie

### Studioalben
| Jahr | Titel                                  | Höchstplatzierung, Gesamtwochen, AuszeichnungChartplatzierungen (Jahr, Titel, Platzierungen, Wochen, Auszeichnungen, Anmerkungen) | Höchstplatzierung, Gesamtwochen, AuszeichnungChartplatzierungen (Jahr, Titel, Platzierungen, Wochen, Auszeichnungen, Anmerkungen) | Höchstplatzierung, Gesamtwochen, AuszeichnungChartplatzierungen (Jahr, Titel, Platzierungen, Wochen, Auszeichnungen, Anmerkungen) | Höchstplatzierung, Gesamtwochen, AuszeichnungChartplatzierungen (Jahr, Titel, Platzierungen, Wochen, Auszeichnungen, Anmerkungen) | Höchstplatzierung, Gesamtwochen, AuszeichnungChartplatzierungen (Jahr, Titel, Platzierungen, Wochen, Auszeichnungen, Anmerkungen) | Höchstplatzierung, Gesamtwochen, AuszeichnungChartplatzierungen (Jahr, Titel, Platzierungen, Wochen, Auszeichnungen, Anmerkungen) | Anmerkungen                                                                           |
| Jahr | Titel                                  | DE | AT | CH | UK | US | R&B | Anmerkungen                                                                           |
| ---- | -------------------------------------- | --- | --- | --- | --- | --- | --- | ------------------------------------------------------------------------------------- |
| 1988 | All or Nothing auch bekannt als: 2 x 2 | DE4 Gold · (39 Wo.)DE | AT3 Platin · (36 Wo.)AT | CH5 Gold · (12 Wo.)CH | UK6 Silber + Platin · (25 Wo.)UK                                                                                                  | — | — | Erstveröffentlichung: 14. November 1988 Verkäufe: + 775.000                           |
| 1989 | Girl You Know It’s True                | — | — | — | — | US1 ×6Sechsfachplatin · (78 Wo.)US                                                                                                | R&B8 (61 Wo.)R&B | Erstveröffentlichung: 7. März 1989 Verkäufe: + 7.000.000                              |
| 1991 | The Moment of Truth                    | DE19 (13 Wo.)DE | AT6 Gold · (12 Wo.)AT | CH19 (5 Wo.)CH | — | — | — | Erstveröffentlichung: 10. Februar 1991 Verkäufe: + 25.000; als The Real Milli Vanilli |
| 1993 | Rob & Fab                              | — | — | — | — | — | — | Erstveröffentlichung: 1993 als Rob und Fab                                            |

### Remixalben
| Jahr | Titel                                                        | Höchstplatzierung, Gesamtwochen, AuszeichnungChartplatzierungen (Jahr, Titel, Platzierungen, Wochen, Auszeichnungen, Anmerkungen) | Höchstplatzierung, Gesamtwochen, AuszeichnungChartplatzierungen (Jahr, Titel, Platzierungen, Wochen, Auszeichnungen, Anmerkungen) | Höchstplatzierung, Gesamtwochen, AuszeichnungChartplatzierungen (Jahr, Titel, Platzierungen, Wochen, Auszeichnungen, Anmerkungen) | Höchstplatzierung, Gesamtwochen, AuszeichnungChartplatzierungen (Jahr, Titel, Platzierungen, Wochen, Auszeichnungen, Anmerkungen) | Höchstplatzierung, Gesamtwochen, AuszeichnungChartplatzierungen (Jahr, Titel, Platzierungen, Wochen, Auszeichnungen, Anmerkungen) | Höchstplatzierung, Gesamtwochen, AuszeichnungChartplatzierungen (Jahr, Titel, Platzierungen, Wochen, Auszeichnungen, Anmerkungen) | Anmerkungen                                             |
| Jahr | Titel                                                        | DE | AT | CH | UK | US | R&B | Anmerkungen                                             |
| ---- | ------------------------------------------------------------ | --- | --- | --- | --- | --- | --- | ------------------------------------------------------- |
| 1989 | All or Nothing: The U.S.-Remix Album auch bekannt als: 2 x 2 | DE4 (28 Wo.)DE | — | CH3 Platin · (19 Wo.)CH | — | — | — | Erstveröffentlichung: 26. Juni 1989 Verkäufe: + 190.000 |
| 1990 | The Remix Album                                              | — | — | — | — | US32 Gold · (20 Wo.)US | R&B80 (8 Wo.)R&B | Erstveröffentlichung: 15. Mai 1990 Verkäufe: + 500.000  |

### Kompilationen
| Jahr | Titel                                        | Höchstplatzierung, Gesamtwochen, AuszeichnungChartplatzierungen (Jahr, Titel, Platzierungen, Wochen, Auszeichnungen, Anmerkungen) | Höchstplatzierung, Gesamtwochen, AuszeichnungChartplatzierungen (Jahr, Titel, Platzierungen, Wochen, Auszeichnungen, Anmerkungen) | Höchstplatzierung, Gesamtwochen, AuszeichnungChartplatzierungen (Jahr, Titel, Platzierungen, Wochen, Auszeichnungen, Anmerkungen) | Höchstplatzierung, Gesamtwochen, AuszeichnungChartplatzierungen (Jahr, Titel, Platzierungen, Wochen, Auszeichnungen, Anmerkungen) | Höchstplatzierung, Gesamtwochen, AuszeichnungChartplatzierungen (Jahr, Titel, Platzierungen, Wochen, Auszeichnungen, Anmerkungen) | Höchstplatzierung, Gesamtwochen, AuszeichnungChartplatzierungen (Jahr, Titel, Platzierungen, Wochen, Auszeichnungen, Anmerkungen) | Anmerkungen                             |
| Jahr | Titel                                        | DE | AT | CH | UK | US | R&B | Anmerkungen                             |
| ---- | -------------------------------------------- | --- | --- | --- | --- | --- | --- | --------------------------------------- |
| 2023 | The Best of Milli Vanilli – 35th Anniversary | DE57 (1 Wo.)DE | AT54 (1 Wo.)AT | — | — | — | — | Erstveröffentlichung: 17. November 2023 |

Weitere Kompilationen
- 1989: Maximum Milli Vanilli – The Hits That Shook the World
- 2006: Greatest Hits
- 2013: Girl You Know It’s True – The Best of Milli Vanilli

### EPs
| Jahr | Titel                 | Höchstplatzierung, Gesamtwochen, AuszeichnungChartplatzierungen (Jahr, Titel, Platzierungen, Wochen, Auszeichnungen, Anmerkungen) | Höchstplatzierung, Gesamtwochen, AuszeichnungChartplatzierungen (Jahr, Titel, Platzierungen, Wochen, Auszeichnungen, Anmerkungen) | Höchstplatzierung, Gesamtwochen, AuszeichnungChartplatzierungen (Jahr, Titel, Platzierungen, Wochen, Auszeichnungen, Anmerkungen) | Höchstplatzierung, Gesamtwochen, AuszeichnungChartplatzierungen (Jahr, Titel, Platzierungen, Wochen, Auszeichnungen, Anmerkungen) | Höchstplatzierung, Gesamtwochen, AuszeichnungChartplatzierungen (Jahr, Titel, Platzierungen, Wochen, Auszeichnungen, Anmerkungen) | Höchstplatzierung, Gesamtwochen, AuszeichnungChartplatzierungen (Jahr, Titel, Platzierungen, Wochen, Auszeichnungen, Anmerkungen) | Anmerkungen                                            |
| Jahr | Titel                 | DE | AT | CH | UK | US | R&B | Anmerkungen                                            |
| ---- | --------------------- | --- | --- | --- | --- | --- | --- | ------------------------------------------------------ |
| 2011 | 4 Hits: Milli Vanilli | — | — | — | — | US197 (… Wo.)US | — | Erstveröffentlichung: 3. Juni 2011 Charteinstieg: 2024 |

### Singles
| Jahr | Titel Album                                                          | Höchstplatzierung, Gesamtwochen, AuszeichnungChartplatzierungen (Jahr, Titel, Album, Platzierungen, Wochen, Auszeichnungen, Anmerkungen) | Höchstplatzierung, Gesamtwochen, AuszeichnungChartplatzierungen (Jahr, Titel, Album, Platzierungen, Wochen, Auszeichnungen, Anmerkungen) | Höchstplatzierung, Gesamtwochen, AuszeichnungChartplatzierungen (Jahr, Titel, Album, Platzierungen, Wochen, Auszeichnungen, Anmerkungen) | Höchstplatzierung, Gesamtwochen, AuszeichnungChartplatzierungen (Jahr, Titel, Album, Platzierungen, Wochen, Auszeichnungen, Anmerkungen) | Höchstplatzierung, Gesamtwochen, AuszeichnungChartplatzierungen (Jahr, Titel, Album, Platzierungen, Wochen, Auszeichnungen, Anmerkungen) | Höchstplatzierung, Gesamtwochen, AuszeichnungChartplatzierungen (Jahr, Titel, Album, Platzierungen, Wochen, Auszeichnungen, Anmerkungen) | Höchstplatzierung, Gesamtwochen, AuszeichnungChartplatzierungen (Jahr, Titel, Album, Platzierungen, Wochen, Auszeichnungen, Anmerkungen) | Anmerkungen                                                                             |
| Jahr | Titel Album                                                          | DE | AT | CH | UK | US | R&B | Dance | Anmerkungen                                                                             |
| ---- | -------------------------------------------------------------------- | --- | --- | --- | --- | --- | --- | --- | --------------------------------------------------------------------------------------- |
| 1988 | Girl You Know It’s True All or Nothing / Girl You Know It’s True     | DE1 Gold · (28 Wo.)DE | AT1 (18 Wo.)AT | CH2 (18 Wo.)CH | UK3 Silber · (15 Wo.)UK | US2 Platin · (26 Wo.)US | R&B3 (20 Wo.)R&B | Dance3 (11 Wo.)Dance | Erstveröffentlichung: 25. Juni 1988 Verkäufe: + 1.775.000                               |
| 1988 | Baby Don’t Forget My Number All or Nothing / Girl You Know It’s True | DE9 (17 Wo.)DE | — | CH11 (11 Wo.)CH | UK16 (11 Wo.)UK | US1 Gold · (21 Wo.)US | R&B9 (15 Wo.)R&B | Dance10 (8 Wo.)Dance | Erstveröffentlichung: 10. Dezember 1988 Verkäufe: + 535.000                             |
| 1989 | Blame It on the Rain Girl You Know It's True                         | DE3 (23 Wo.)DE | AT8 (20 Wo.)AT | CH22 (4 Wo.)CH | UK47 (13 Wo.)UK | US1 Platin · (23 Wo.)US | R&B14 (16 Wo.)R&B | — | Erstveröffentlichung: 13. Juli 1989 Verkäufe: + 1.115.000                               |
| 1989 | Girl I’m Gonna Miss You All or Nothing / Girl You Know It’s True     | DE2 Platin · (27 Wo.)DE | AT1 Platin · (18 Wo.)AT | CH1 (23 Wo.)CH | UK2 Silber · (20 Wo.)UK | US1 Gold · (21 Wo.)US | R&B20 (14 Wo.)R&B | — | Erstveröffentlichung: 22. Juli 1989 Verkäufe: + 1.495.000                               |
| 1990 | All or Nothing All or Nothing / Girl You Know It’s True              | DE17 (10 Wo.)DE | AT14 (8 Wo.)AT | CH22 (5 Wo.)CH | UK74 (2 Wo.)UK | US4 (15 Wo.)US | R&B54 (6 Wo.)R&B | — | Erstveröffentlichung: 20. Januar 1990                                                   |
| 1990 | Keep on Running The Moment of Truth                                  | DE4 Gold · (26 Wo.)DE | AT2 Gold · (19 Wo.)AT | CH8 (11 Wo.)CH | UK76 (5 Wo.)UK | — | — | — | Erstveröffentlichung: 24. November 1990 Verkäufe: + 275.000; als The Real Milli Vanilli |
| 1991 | Too Late (True Love) The Moment of Truth                             | DE65 (4 Wo.)DE | AT26 (1 Wo.)AT | — | — | — | — | — | Erstveröffentlichung: 14. April 1991 als The Real Milli Vanilli                         |

Weitere Singles
- 1989: Megamix
- 1991: Nice ’n’ Easy (als The Real Milli Vanilli)
- 1993: We Can Get It On (als Rob & Fab)

### Videoalben
- 1990: Milli Vanilli in Motion (US: ×2Doppelplatin )

## Auszeichnungen für Musikverkäufe
| Silberne Schallplatte - Frankreich - 1988: für die Single Girl You Know It’s True Goldene Schallplatte - Australien - 1990: für die Single Blame It on the Rain - 1990: für die Single Baby Don’t Forget My Number - Frankreich - 1990: für das Album The Remix Album - Kanada - 1989: für die Single Girl You Know It’s True - 1989: für die Single Girl I’m Gonna Miss You - 1989: für die Single Blame It on the Rain - 1990: für das Videoalbum Milli Vanilli in Motion - Neuseeland - 1990: für die Single Blame It on the Rain - Spanien - 1989: für das Album All or Nothing - Schweden - 1988: für die Single Girl You Know It’s True - 1989: für die Single Girl I’m Gonna Miss You - 1989: für die Single Blame It on the Rain - 1989: für das Album All or Nothing | Platin-Schallplatte - Australien - 1990: für die Single Girl I’m Gonna Miss You - Neuseeland - 1989: für das Album All or Nothing - 1989: für das Album The Remix Album - Niederlande - 1989: für das Album The Remix Album - 1989: für die Single Girl I’m Gonna Miss You 2× Platin-Schallplatte - Australien - 1990: für das Album All or Nothing: The U.S.-Remix Album - Spanien - 1990: für das Album The Remix Album Diamant-Schallplatte - Kanada - 1990: für das Album Girl You Know It’s True |

Anmerkung: Auszeichnungen in Ländern aus den Charttabellen bzw. Chartboxen sind in ebendiesen zu finden.
| Land/RegionAuszeichnungen für Musikverkäufe (Land/Region, Auszeichnungen, Verkäufe, Quellen) | Silber     | Gold       | Platin       | Diamant  | Verkäufe  | Quellen                           |
| -------------------------------------------------------------------------------------------- | ---------- | ---------- | ------------ | -------- | --------- | --------------------------------- |
| Australien (ARIA)                                                                            | —          | 2× Gold2   | 3× Platin3   | —        | 280.000   | aria.com.au                       |
| Deutschland (BVMI)                                                                           | —          | 3× Gold3   | Platin1      | —        | 1.250.000 | musikindustrie.de                 |
| Frankreich (SNEP)                                                                            | Silber1    | Gold1      | —            | —        | 350.000   | infodisc.fr                       |
| Kanada (MC)                                                                                  | —          | 4× Gold4   | —            | Diamant1 | 1.155.000 | musiccanada.com                   |
| Neuseeland (RMNZ)                                                                            | —          | Gold1      | 2× Platin2   | —        | 37.500    | aotearoamusiccharts.co.nz         |
| Niederlande (NVPI)                                                                           | —          | —          | 2× Platin2   | —        | 200.000   | nvpi.nl                           |
| Österreich (IFPI)                                                                            | —          | 2× Gold2   | 2× Platin2   | —        | 150.000   | ifpi.at                           |
| Schweden (IFPI)                                                                              | —          | 4× Gold4   | —            | —        | 125.000   | sverigetopplistan.se              |
| Schweiz (IFPI)                                                                               | —          | Gold1      | Platin1      | —        | 75.000    | hitparade.ch                      |
| Spanien (Promusicae)                                                                         | —          | Gold1      | 2× Platin2   | —        | 250.000   | Sólo éxitos: año a año, 1959–2002 |
| Vereinigte Staaten (RIAA)                                                                    | —          | 3× Gold3   | 10× Platin10 | —        | 9.700.000 | riaa.com                          |
| Vereinigtes Königreich (BPI)                                                                 | 3× Silber3 | —          | Platin1      | —        | 810.000   | bpi.co.uk                         |
| Insgesamt                                                                                    | 4× Silber4 | 22× Gold22 | 24× Platin24 | Diamant1 |           |                                   |

## Künstlerauszeichnungen
RSH-Gold
- 1989
- 1991: in der Kategorie „Deutschproduktion Männlich“

## Filme
- Milli Vanilli: From Fame to Shame, Dokumentation Deutschland 2015
- Girl You Know It’s True, Produktion Wiedemann & Berg Film unter der Regie und dem Drehbuch von Simon Verhoeven, Deutschland 2023
- Milli Vanilli, Dokumentarfilm, inszeniert von Luke Korem und zusammen produziert mit Bradley Jackson, MRC, Keep On Running Pictures und MTV Entertainment Studios, USA 2023